# Guiga Ochjikidze
Guiga Ochjikidze (14 de noviembre de 1990) es un deportista georgiano que compite en atletismo adaptado. Ganó una medalla de oro en los Juegos Paralímpicos de París 2024, en la prueba de lanzamiento de peso (clase F53).

## Palmarés internacional
| Juegos Paralímpicos | Juegos Paralímpicos | Juegos Paralímpicos | Juegos Paralímpicos |
| Año                 | Lugar               | Medalla             | Prueba              |
| ------------------- | ------------------- | ------------------- | ------------------- |
| 2024                | París (Francia)     | Medalla de oro      | Peso F53            |